# Genusaurus
Genusarus („kolenatý ještěr“) byl rod teropodního ceratosaurního dinosaura, žijícího v období rané křídy na území dnešní Francie. Žil pravděpodobně v období geologického věku alb, tedy asi před 113 až 100 miliony let.

## Objev a popis
Tento menší teropod dosahoval délky asi 3 metrů a hmotnosti kolem 35 kilogramů.
Typový druh G. sisterornis je založen na částečně zachovaném kosterním materiálu, popsaném kolektivem vědců v roce 1995. Tento dravý dinosaurus byl zřejmě vývojově blízce příbuzný většímu a geologicky mladšímu rodu Caletodraco, žijícímu rovněž na území dnešní Francie.